# Mai rùa

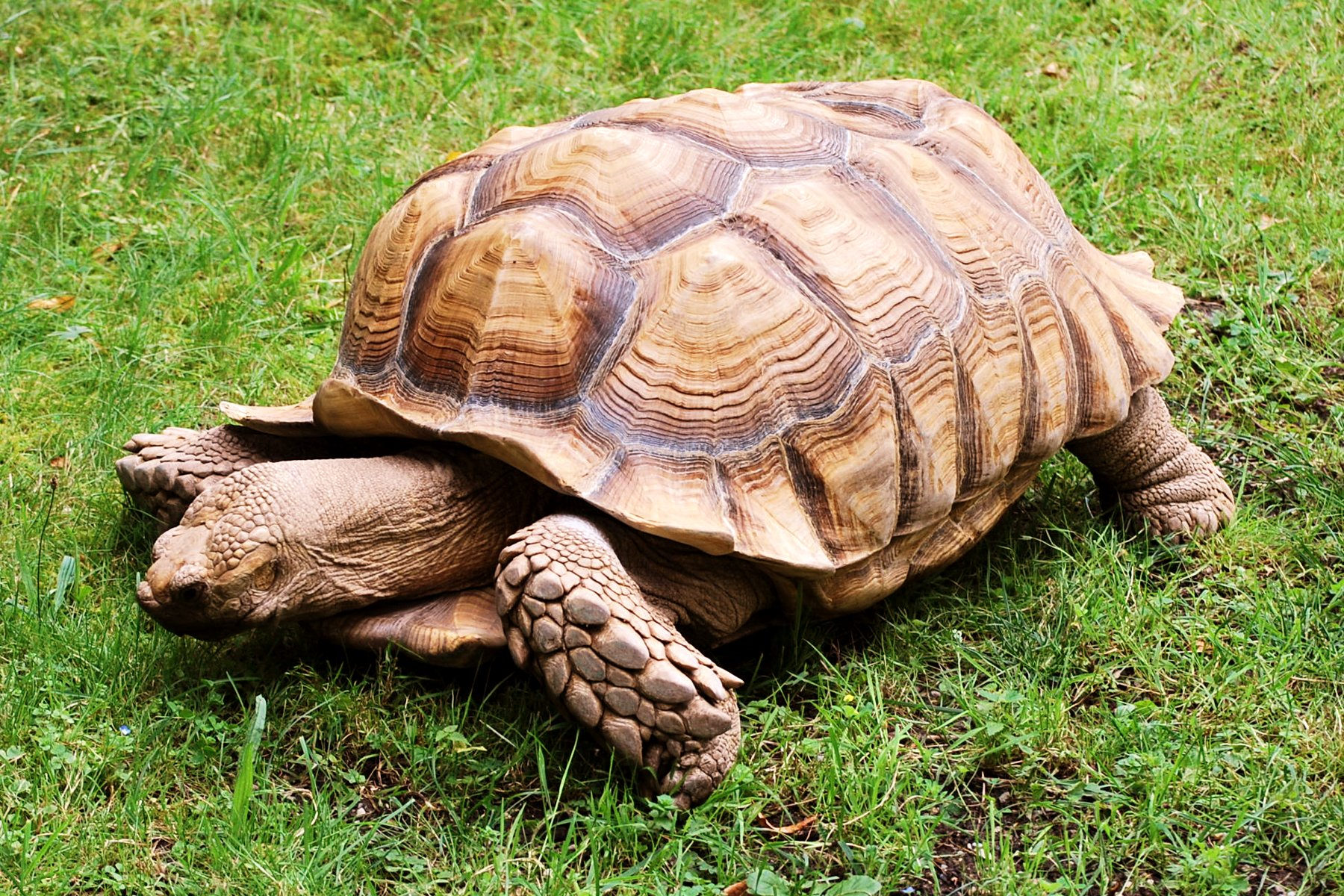
Một con rùa với chiếc mai, nhìn từ phần trên lưng

Mai rùa là cấu trúc phức tạp bảo vệ phần bụng và phần lưng của các loài rùa, bao bọc hoàn toàn tất cả các cơ quan quan trọng của rùa và trong một số trường hợp ngay cả cái đầu của rùa. Mai rùa được hình thành từ các xương sống, xương sườn, xương chậu đã được biến đổi khá hoàn chỉnh được tiến gồm lớp giáp da vào lồng xương sườn và lộn ra ngoài bề mặt. Chiếc mai rùa được xem như là điều kỳ diệu khác thường của sự tiến hóa và là điểm đặc trưng của rùa.
Các loại động vật cùng loài với họ hàng rùa khác không có cấu trúc tương đồng như vậy, xương sườn của nhiều loài động vật khác đều giống nhau nhưng rùa là một ngoại lệ, xương sườn của rùa thay đổi rất nhiều để tạo thành phần lớn lớp mai rùa và mai rùa chính là bộ xương của rùa lộn ra bên ngoài. Giống như việc không thể lấy bộ xương ra khỏi cơ thể một người đang sống, thì cũng không thể lôi một con rùa ra khỏi mai của nó. Mai rùa gồm 3 phần, phần trên gọi là mu hay mai, phần dưới gọi là yếm, và phần nối liên kết 2 phần.

## Cấu trúc

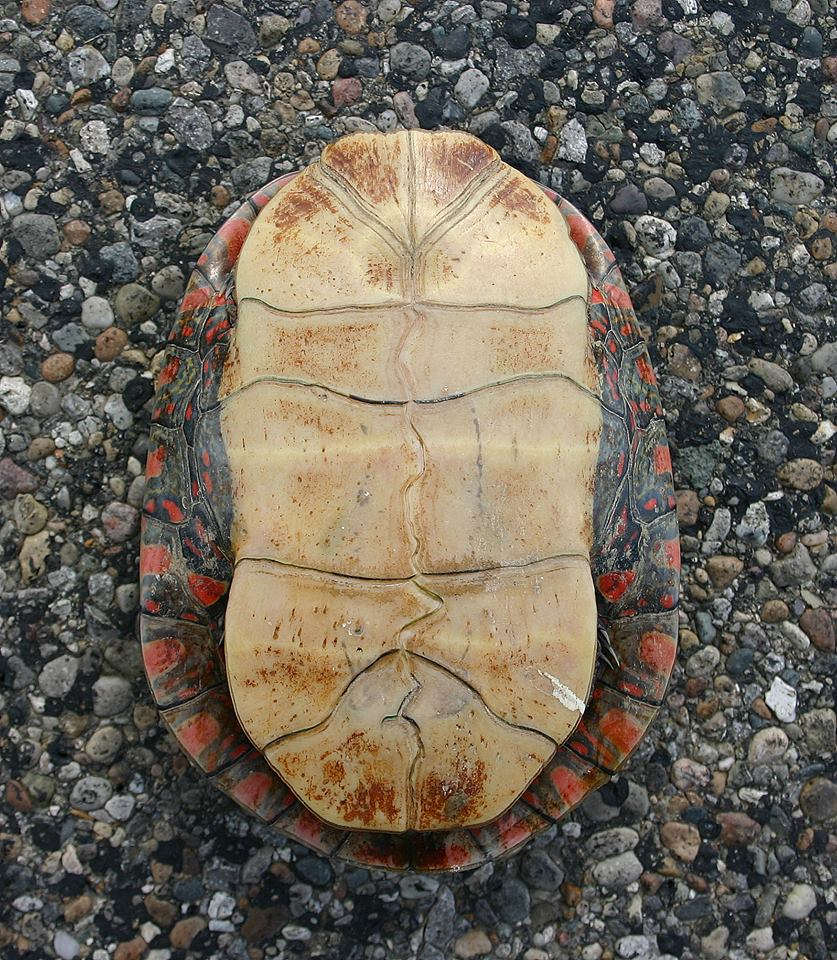
Phần dưới mai rùa

Cấu trúc xương của rùa rất phức tạp, rùa nói chung vốn cơ bản rất nhút nhát và chúng không bao giờ rời bỏ chiếc mai của mình, rùa không như các loài động vật có vỏ khác, chúng không dám hoàn toàn rời khỏi áo khoác ngoài của mình vì mai là phần cấu trúc xương của rùa còn bên trong đó thì cấu trúc nội tạng bên trong mai rùa được sắp xếp hoàn chỉnh. Kết cấu mai rùa gồm xương sống và xương sườn nên rùa có thể rút đầu vào vỏ.
Quá trình hình thành mai rùa có thể được ghi nhận bằng việc quan sát một phôi thai rùa đang phát triển. Mai độc đáo của loài rùa biển đã tiến hóa từ cách đây hàng triệu năm và được tạo nên từ khoảng 50 chiếc xương, trong đó có xương sườn, xương bả vai và các đốt sống hợp nhất lại với nhau để tạo thành lớp vỏ bên ngoài cứng chắc. Những chiếc xương sườn nhú ra đầu tiên, sau đó là sự mở rộng các đốt sống. Giai đoạn cuối cùng là sự phát triển của lớp da ngoài cùng ở khu vực bao quanh mai rùa.

## Tiến hóa
Rùa sinh tồn trên hành tinh này đã 157 triệu năm, mai rùa có cấu trúc phức tạp mà biến đổi đầu tiên bắt đầu xuất hiện cách đây khoảng hơn 260 triệu năm trong kỷ Permi, mai rùa tiến hóa qua hàng triệu năm, và dần dần cải tiến thành hình dạng như ngày nay. Một di tích rùa hóa thạch 210 năm tuổi có lớp vỏ ngoài phát triển hoàn chỉnh tương tự như mai rùa ngày nay, một di tích hóa thạch khác cổ hơn 10 triệu năm tìm thấy ở Trung Quốc là Odontochelys semitestac có lớp vỏ ngoài cùng chưa hoàn thiện, được gọi là lớp giáp hay giáp mô. Tổ tiên của loài rùa ngày nay, Eunotosaurus, được cho là có niên đại khoảng 260 triệu năm.
Eunotosaurus có nhiều khác biệt quan trọng so với di tích hóa thạch của họ hàng chúng được tìm thấy gần. Giống như rùa hiện đại, loài rùa Eunotosaurus có 9 cặp xương sườn hình chữ T. Tuy nhiên, nó lại không có các xương sống mở rộng ra trên các đốt sống, điều mà loài rùa Odontochelys và rùa hiện đại đều có. Nó cũng bị thiếu các cơ quan sườn, là loại nhóm cơ có chức năng tạo hoạt động cho các xương sườn cũng như không có các mảng xương trên da và lớp vảy, các xương sườn đầu tiên được mở rộng, sau đó các gai thần kinh của đốt sống phát triển rộng ra, và cuối cùng các vảy trên mai rùa hình thành, tất cả các thành phần đó đan kết lại với nhau, tạo nên mai rùa như ngày nay.
Một trong những thay đổi quan trọng đầu tiên hướng tới việc hình thành mai là sự mở rộng của các xương sườn. Trong khi các xương sườn được mở rộng một cách rõ ràng có vẻ không phải là một sự thay đổi đáng kể, nó có tác động nghiêm trọng đến cả việc thở và tốc độ di chuyển của các loài động vật bốn chân. xương sườn được sử dụng để hỗ trợ cơ thể trong quá trình vận động và đóng vai trò quan trọng trong việc thông gió cho phổi. Xương sườn được mở rộng một cách rõ ràng làm phần thân của rùa cứng lại, chiều dài sải chân của rùa ngắn lại và làm cho nó di chuyển chậm lại do ảnh hưởng của việc thở.

## Chức năng

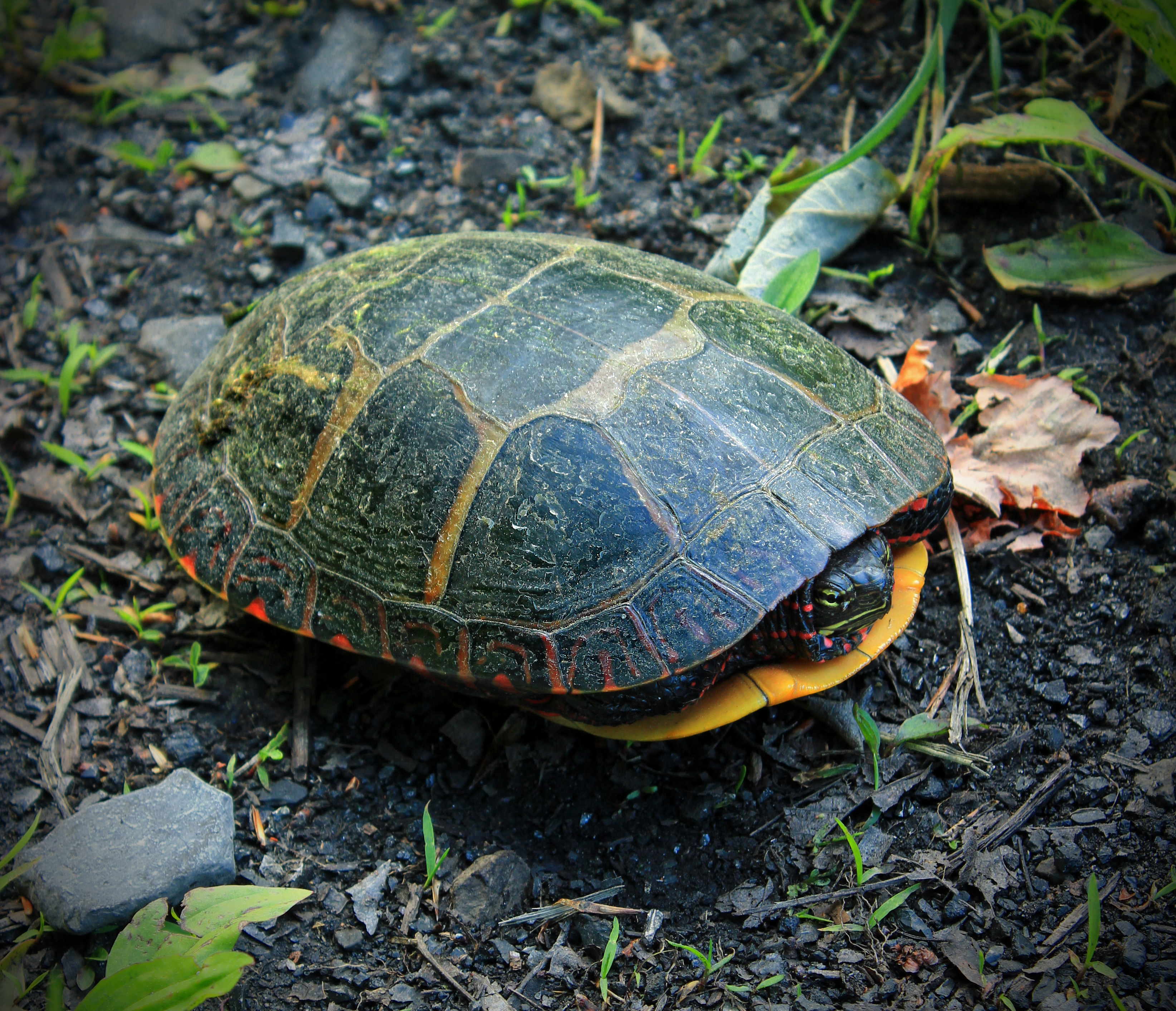
Một con rùa rụt cổ vào mai

Mai rùa hiện đại phần lớn được sử dụng để bảo vệ, không có nhiều loài động vật có xương sống nào lại thay đổi cơ thể của mình mạnh mẽ như vậy để hình thành một cấu trúc bảo vệ vững chắc như loài rùa, các loài rùa có lớp mai cứng để rụt cơ thể vào, co đầu, rút cổ, ẩn mình, khép mình, thu mình vào những cái mai, ví dụ rùa hộp có những chiếc mai rất đặc biệt, chúng có thể thu mình hoàn toàn vào trong mai để tránh kẻ thù khi cần thiết. Mai rùa được tiến hóa từ mô xương, còn gọi là vảy xương, những mô xương đơn giản này đã mở rộng, kết hợp với xương sườn và xương sống, tạo ra một vỏ bọc vững chắc cho mai rùa, chiếc mai cứng của rùa biển còn hạn chế những cú đớp của cá mập.
Ban đầu, mai rùa như một công cụ giúp rùa đào giỏi, sau đó đã tiến hóa thành như một bộ áo giáp, chiếc mai mang tính biểu tượng đặc trưng của loài rùa vốn không phải để bảo vệ cơ thể chúng, mà là để đào đất. Chiếc mai gắn liền với phần cánh tay mạnh mẽ để chuyển đất và cát và trước khi rùa đã trở thành pháo đài bất khả xâm phạm, chúng là những tay đào đất chuyên nghiệp. Rùa cổ đại với các sương sườn mở rộng chỉ có mai ở một phần của cơ thể và lớp mai này ban đầu chỉ là để thích nghi với việc đào hang dưới lòng đất, chứ không phải đơn thuần để bảo vệ, sự phát triển sớm nhất của mai rùa để thích nghi với việc đào hầm dưới lòng đất để thoát khỏi môi trường khắc nghiệt ở Nam Phi, nơi những con rùa cổ đại đầu tiên sinh sống. Rùa cổ đại Eunotosaurus đào hang trong bờ ao khô cạn để thoát khỏi môi trường khô cằn khắc nghiệt 260 triệu năm trước đây.

## Hình ảnh
| C. p. picta                                                      | C. p. marginata                                                                                            | C. p. dorsalis | C. p. bellii                                                                                       |
| ---------------------------------------------------------------- | --- | --- | -------------------------------------------------------------------------------------------------- |
| Full overhead shot of an eastern painted turtle                  | Midland painted turtle sitting on rocky ground facing left with his head slightly retracted into his shell | Southern painted turtle facing left, top-side view, stripe prominent, on pebbles                                                        | Western painted turtle standing in grass, with neck extended                                       |
| Handled turtle, exposing the orange-yellow undershell (plastron) | An overturned turtle on rocks: the under shell is faint tan with faint black shaded patterns on it.        | An overturned southern painted turtle facing right. Shell is yellow-tan without spots. Legs are splayed. On a white plastic background. | An overturned turtle on grass: coloring is bright red with black and white Rorshach-like patterns. |